# Dodecafonismo
O dodecafonismo (do grego dodeka: 'doze' e fonos: 'som') é um sistema de organização de alturas musicais criada na década de 1920 pelo compositor austríaco Arnold Schoenberg.

## Técnica
No dodecafonismo as 12 notas da escala cromática são tratadas como equivalentes, ou seja, sujeitas a uma relação ordenada e não hierárquica. As notas são organizadas em grupos de doze notas denominados séries as quais podem ser usadas de quatro diferentes maneiras; 1) série original, 2) série retrógrada (a série original tocada de trás para frente), 3) série invertida (a série original com os intervalos invertidos) e 4) retrógrado da inversão (a série invertida tocada de trás para frente). Todo o material de alturas utilizado em uma composição dodecafonica, seja melódico (estruturas horizontais) quanto harmônico (estruturas verticais), deve ser originado com base na série.

## História
Em busca de variações em relação ao sistema tonal, no início do século XX, os compositores buscaram maneiras alternativas de organização das notas musicais, posteriormente denominadas atonalismo, que não fossem baseadas na polarização de um eixo harmônico central como ocorre no tonalismo. Schoenberg compôs algumas peças desta maneira, porém, logo considerou o atonalismo demasiadamente caótico. Construiu, então, um método para organizar os doze sons da escala cromática igualmente. Essa técnica foi apresentada como "sistema dos 12 sons", que logo ficou conhecida como dodecafonismo serial. Décadas depois, compositores como Pierre Boulez e Milton Babbitt ampliaram o conceito original e criaram o serialismo integral. Nesta variação da técnica todos os parâmetros musicais, como duração, timbre, altura e intensidade são ordenados segundo os princípios elaborados por Schoenberg.

## Dodecafonismo no Brasil
No Brasil, o dodecafonismo foi introduzido pelo compositor Hans Joachim Koellreutter. Foi amplamente utilizado no Brasil por diversos compositores como Guerra Peixe, Edino Krieger, Cláudio Santoro, José Penalva. O serialismo integral, por outro lado, foi objeto de estudo de Clodomiro Caspary em seu livro "Serialismo Integral - Parâmetros" além de ter sido utilizado em obras do referido compositor. Na música popular, um dos maiores nomes do estilo é o paranaense Arrigo Barnabé.

## Compositores
A lista abaixo mostra alguns compositores que utilizaram o dodecafonismo serial em suas composições